# Lauritz Jacobsen
Lauritz (Laust) Jacobsen (født 4. februar 1854 i Silkeborg, død 19. november 1931 i København) var en dansk grosserer og økonomiinspektør ved Det Kongelige Teater. 
Jacobsen var søn af værtshusholder Jacob Laursen og Ane f. Andersen. Han var fra 1877 manufakturhandler i Aarhus, opbyggede hurtigt en betydelig forretning og varetog i byen adskillige tillidshverv, som strakte sig langt ud over manufakturfaget, bl.a. involverede han sig i bankverdenen og blev i 1894 næstformand for Aarhus Kreditbank. I 1899 rejste han til Norge for at overtage ledelsen af forretningen Steen & Strøm i Oslo, men allerede i 1904 vendte han tilbage til Danmark, da han på foranledning af direktør Christian Danneskiold-Samsøe overtog Johannes Nielsens stilling som økonomiinsepktør ved Det Kongelige Teater. Han bosatte sig således i forhenværende inspektør og kostumier Pietro Krohns inspektørbolig på teatrets mezzanin. Som materialforvalter indkøbte og havde han opsyn med kostumerne til teatrets store garderobe og varetog i det hele taget teatrets daglige ledelse i samarbejde med dets kunstneriske direktører. Han beklædte denne stilling, indtil han i 1923 trak sig tilbage på grund af alder og som følge af systemskiftet ved direktør Frands Brockenhuus-Schacks tilbagetrædelse og var i disse år særdeles agtet både af teatrets kunstnere og funktionærer. I 1917 blev han Ridder af Dannebrog, og han var desuden modtager af  Victoria- og Vasaordenen.
Jacobsen giftede sig i 1878 med Mette Cathrine f. Liisberg, datter af guldsmedemester Rasmus Liisberg. 